# بورين (هولندا)
بورين Buren  هي بلدية ومدينة بمقاطعة خيلدرلند بهولندا.

## طوبوغرافيا
خريطة طوبوغرافية هولندية لبلدية بورين ، يونيو 2015، (تقرأ بعد ثلاث نقرات على الخريطة).

## معرض صور

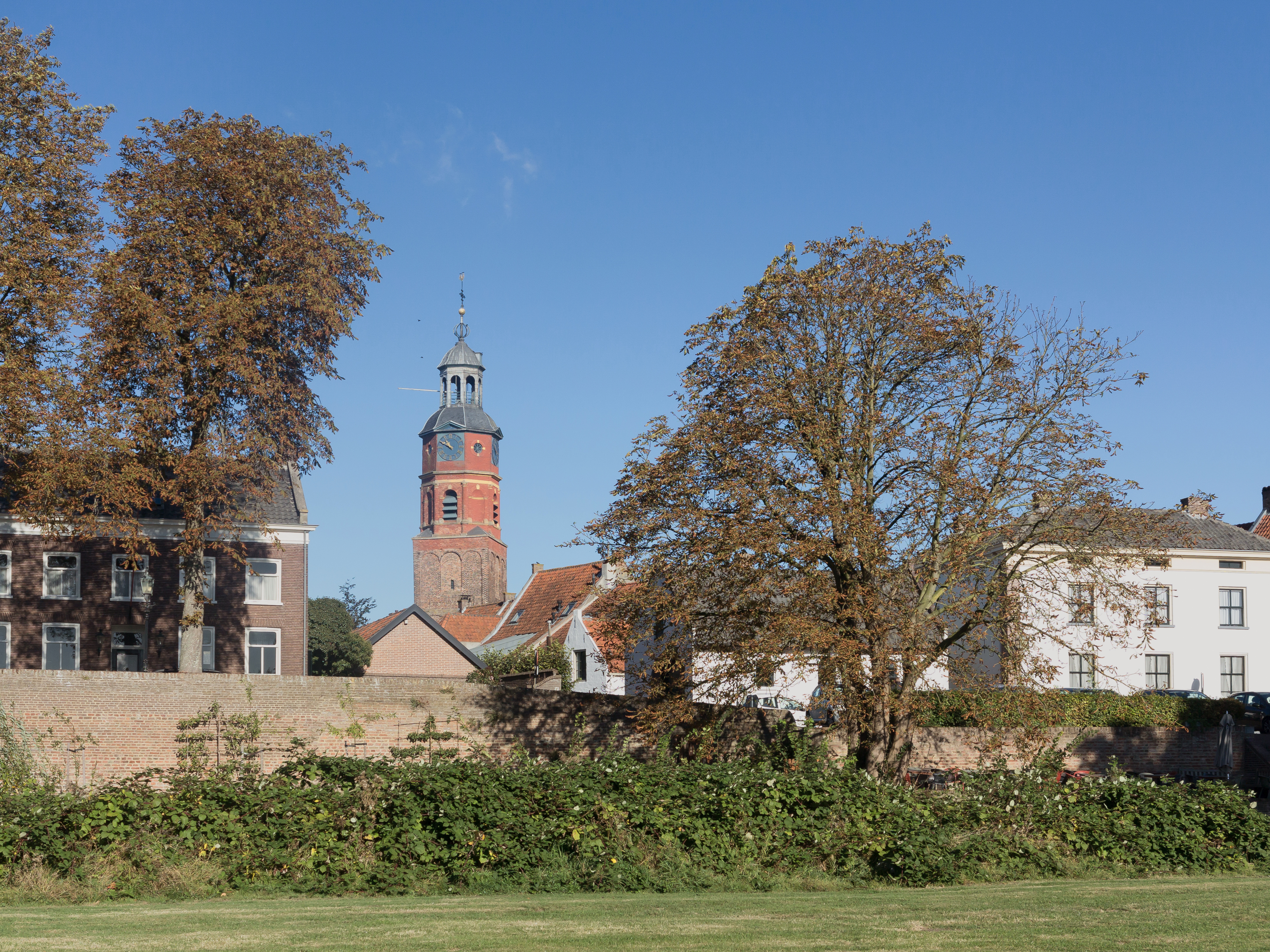
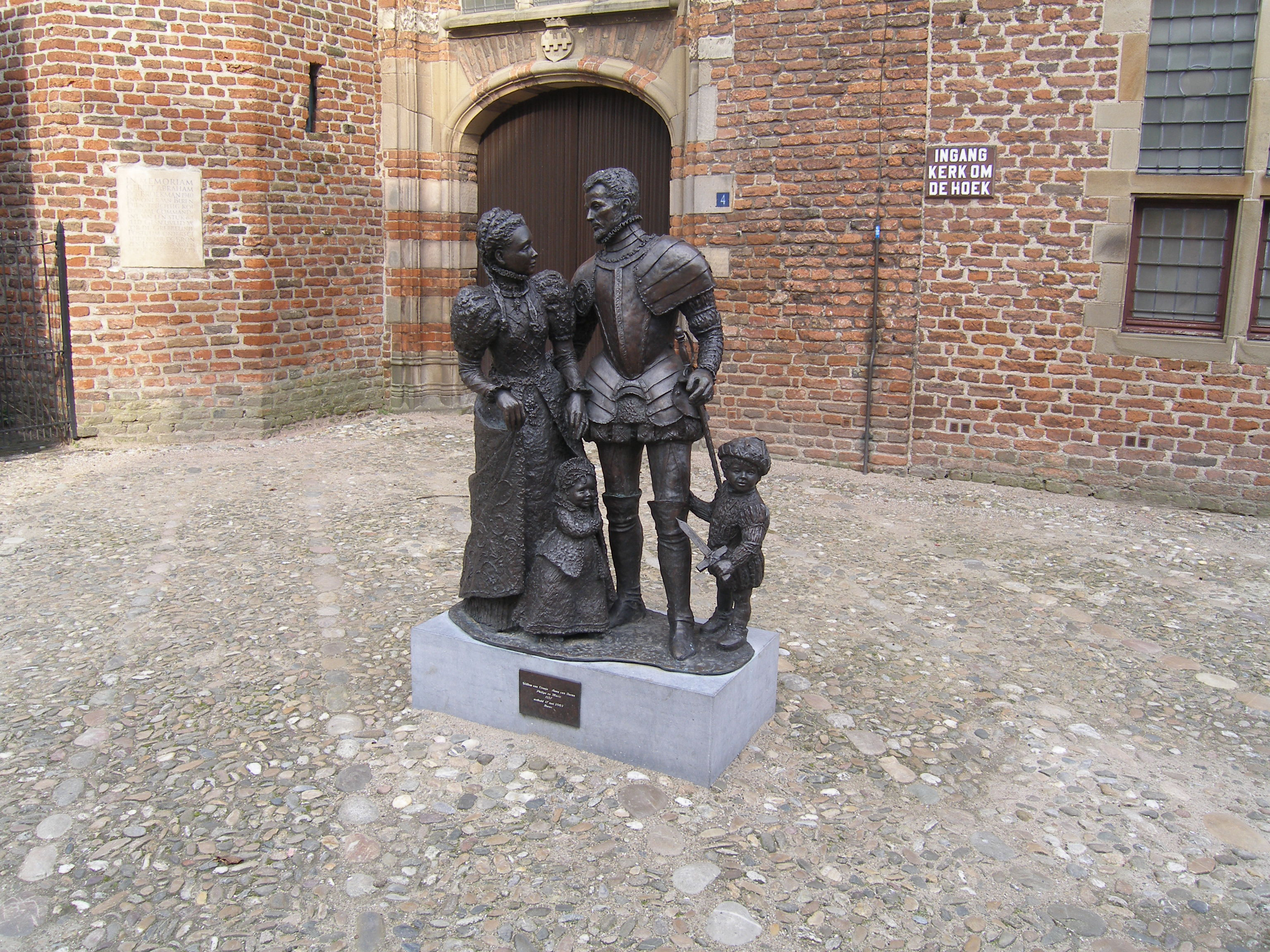
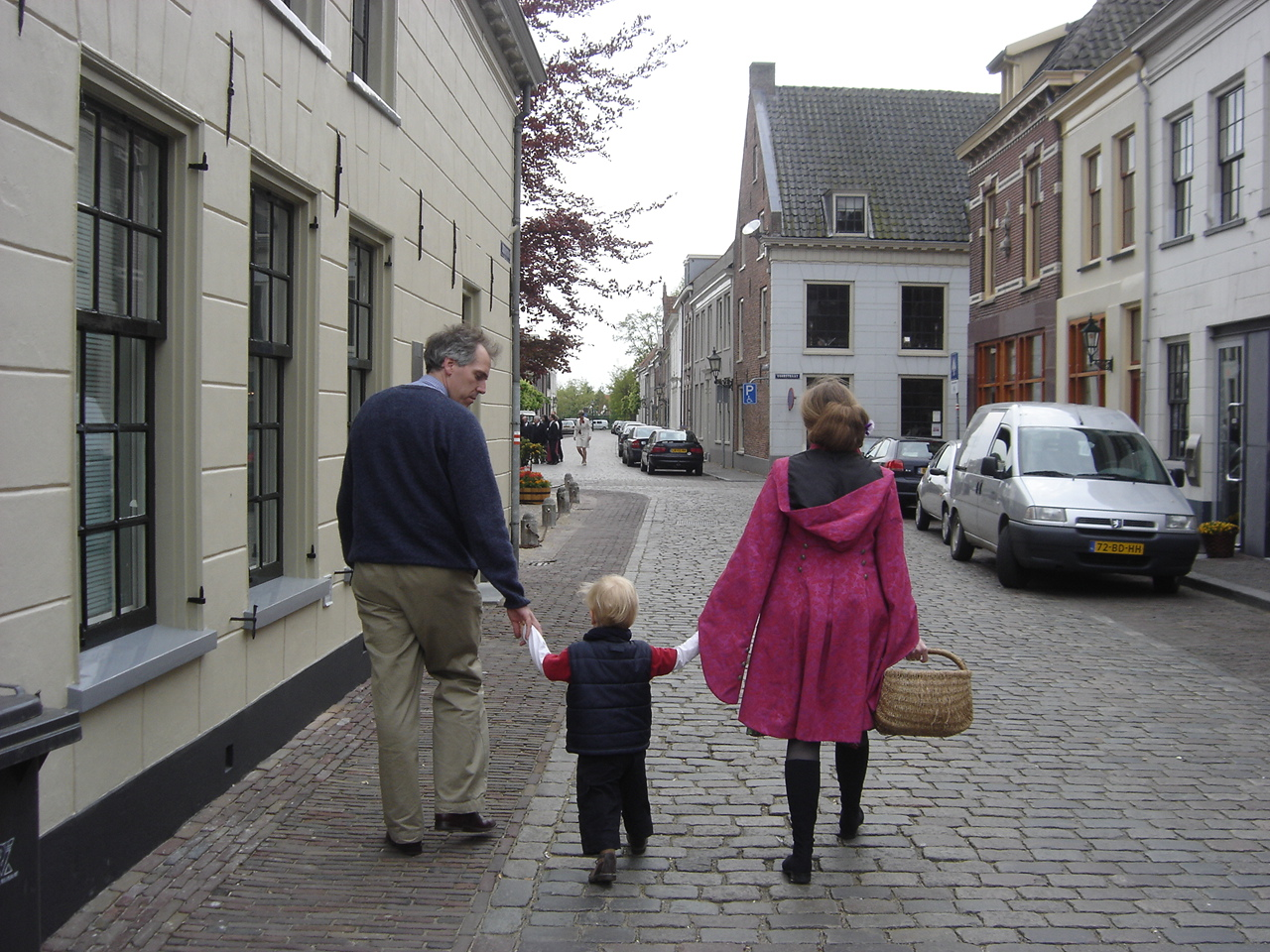
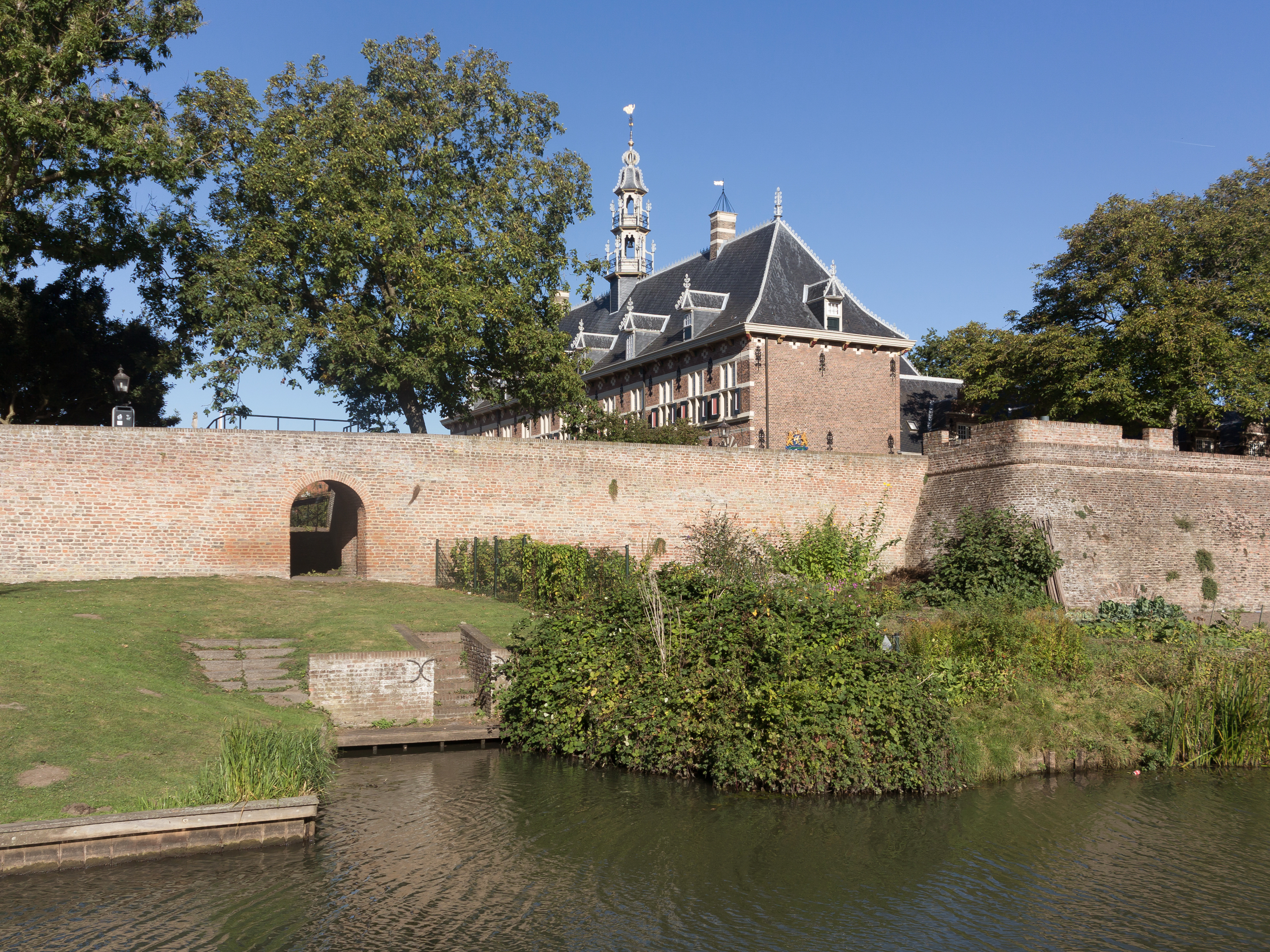
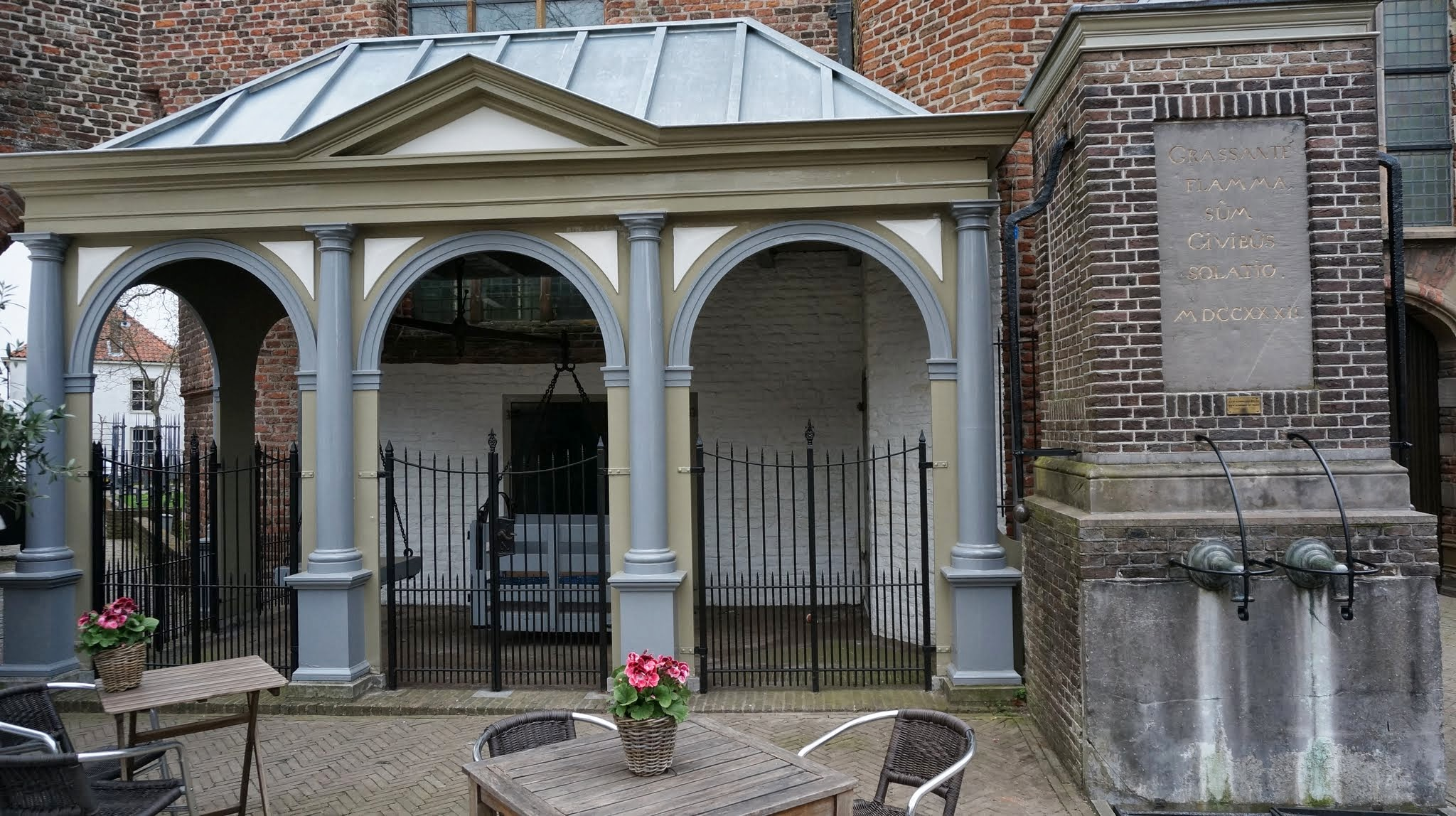
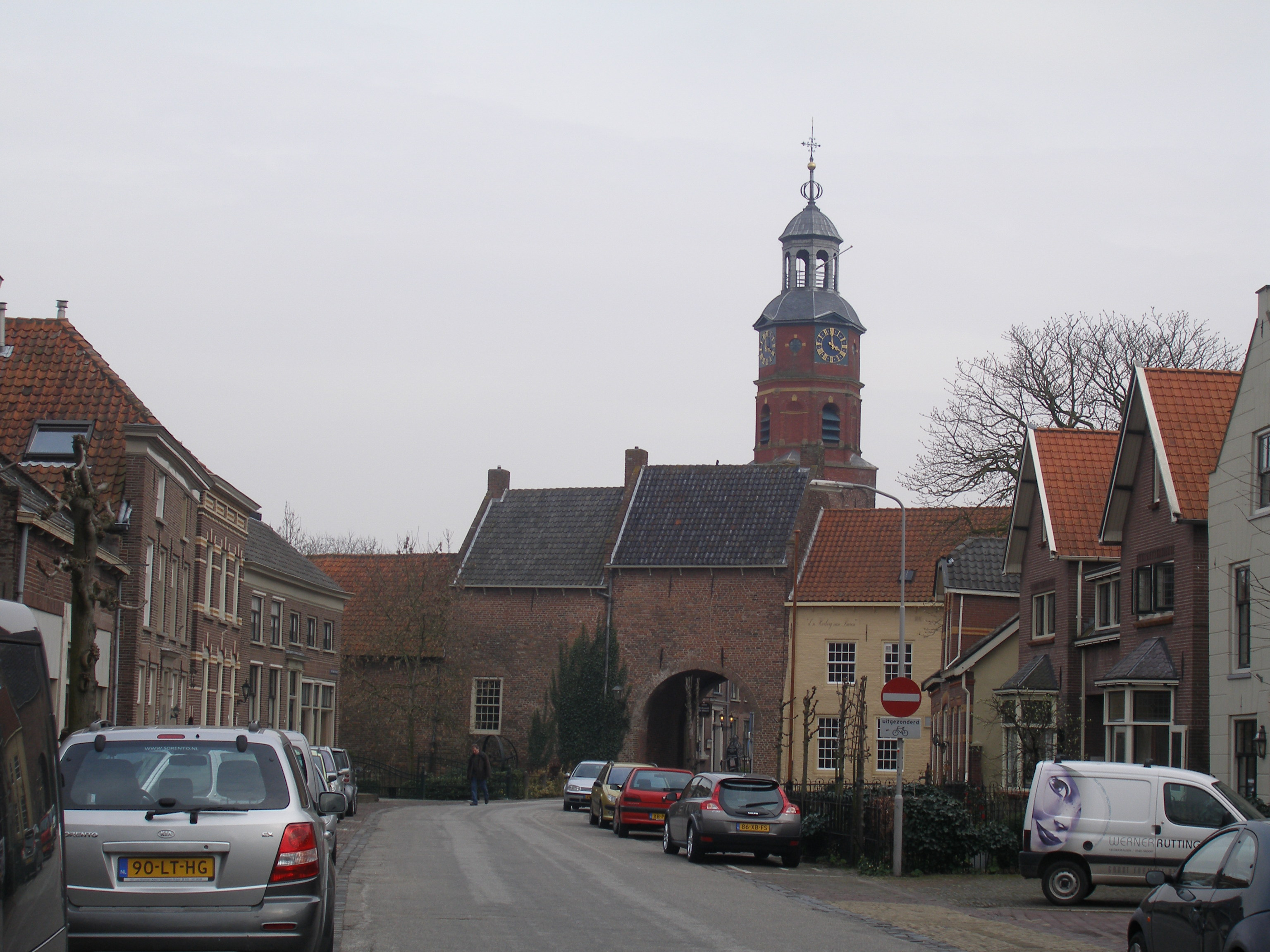

## أعلام
- فيليب فيليم أمير أوراني